# 绍莫吉日特福
绍莫吉日特福，是匈牙利绍莫吉州所辖的一个村。总面积27.22平方公里，总人口629，人口密度23.1人/平方公里（2011年1月1日）。